# Villa Santa Lucia
Villa Santa Lucia is een gemeente in de Italiaanse provincie Frosinone (regio Latium) en telt 2696 inwoners (31-12-2004). De oppervlakte bedraagt 18,1 km², de bevolkingsdichtheid is 146 inwoners per km².
De volgende frazioni maken deel uit van de gemeente: Piumarola e Pittoni.

## Demografie
Villa Santa Lucia telt ongeveer 1002 huishoudens. Het aantal inwoners steeg in de periode 1991-2001 met 9,9% volgens cijfers uit de tienjaarlijkse volkstellingen van ISTAT.
| Jaar | Inwoneraantal |
| ---- | ------------- |
| 1991 | 2386          |
| 2001 | 2622          |

## Geografie
De gemeente ligt op ongeveer 323 m boven zeeniveau.
Villa Santa Lucia grenst aan de volgende gemeenten: Cassino, Piedimonte San Germano, Pignataro Interamna, Terelle.